# Otto Neideck

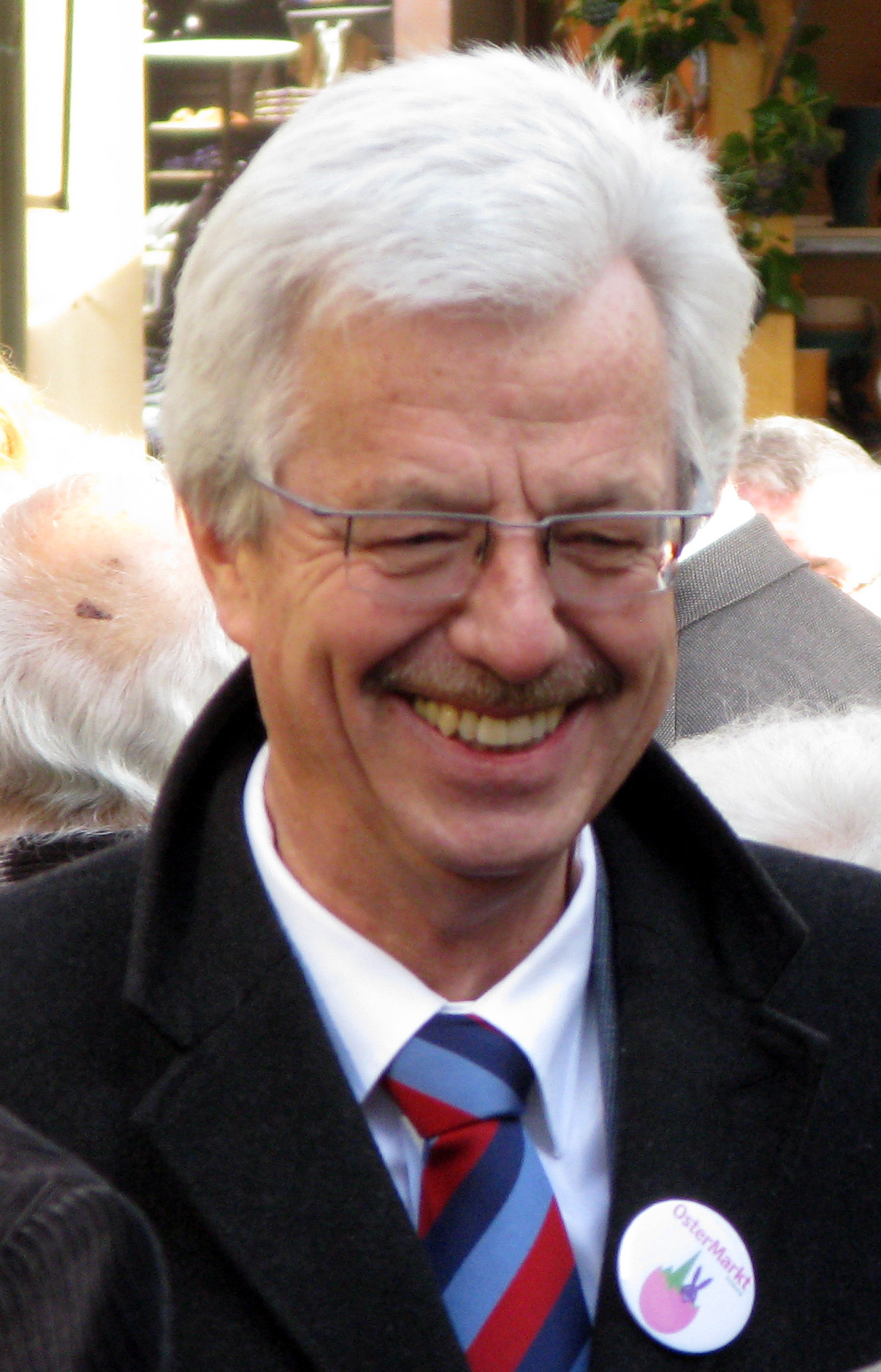
Otto Neideck

Otto Neideck (* 28. Oktober 1953 in Krefeld) ist ein deutscher Politiker (CDU). Er war von 2003 bis 2024 ehrenamtlicher Verbandsvorsitzender des Regionalverbands Südlicher Oberrhein und ab 2007 Vorsitzender des Abwasserzweckverbandes Breisgauer Bucht. Von 1993 bis 2018 hatte er als Bürgermeister in Freiburg im Breisgau verschiedene Funktionen inne.

## Leben
Nach der Mittleren Reife machte Neideck zunächst eine Ausbildung zum Bürokaufmann und arbeitete danach als Einkaufsleiter bei einer Tochterfirma der Wella AG. 1975 holte er in der Abendschule die Fachhochschulreife nach und studierte in Siegen Wirtschaftswissenschaften mit dem Abschluss Diplom-Volkswirt.
Danach arbeitete er als wissenschaftlicher Assistent an der Universität Bayreuth, bevor er 1984 als Stabsstellenleiter in den Kreis Borken wechselte. Ab 1986 war er Dezernent/Erster Beigeordneter der Stadt Rhede in Westfalen und ab 1989 Stadtdirektor der Stadt Goslar in Niedersachsen.
1993 wurde Neideck Bürgermeister für Finanzen, Wohnungswesen und Liegenschaften in Freiburg im Breisgau und 2001 wiedergewählt. Ab 2002 wurde er als Nachfolger von Hansjörg Seeh Erster Bürgermeister und allgemeiner Vertreter des Oberbürgermeisters. Dieses Amt hatte er bis zu seiner Pensionierung im März 2018 inne. Ihm folgte Ulrich von Kirchbach nach. Als Dezernent war er u. a. zuständig für Finanz-, Wirtschafts-, Wohnungswesen, öffentliche Ordnung, Bürgerservice, Feuerwehr, Sport, Standesamt, Vermessungswesen, Stadtentwässerung und Friedhöfe.
Fast 25 Jahre lang war er stellvertretender Aufsichtsratsvorsitzender der Stadtwerke, der Verkehrsbetriebe, der Wirtschaft und Touristik, der Messe, der Stadtbau, der Wirtschaftsimmobiliengesellschaft und der Qualifizierung- und Beschäftigungsgesellschaft in Freiburg.
Darüber hinaus hat er die Stadt vertreten im Aufsichtsrat des Rheinhafen Breisach, dem Gewerbepark Breisgau, dem Münsterbauverein, der alten Wache - Haus des badischen Weines, dem Rechenzentrum südlicher Oberrhein und der Kommunalen Datenverarbeitung Baden Franken.
Seit 2001 bis zu seiner Pensionierung war Neideck Vorsitzender des Finanzausschusses des Städtetages Baden-Württemberg.
Von April 2018 bis Oktober 2020 war er Mitglied des Aufsichtsrates des Regionalverbundes kirchlicher Krankenhäuser (RkK).
Neudeck ist verheiratet, hat zwei Kinder und wohnt in Freiburg.

## Veröffentlichungen
- Otto Neideck: Aspekte, Indikatoren und Beispiele einer nachhaltigen Finanz- und Wirtschaftspolitik der letzten 25 Jahre in Freiburg, in:  Sven von Ungern - Sternberg, (Hg.), Freiburg - Auf dem Weg zur „Green City“,  Schriftenreihe der Badischen Heimat, Band 16, Rombach Verlag, Freiburg, Berlin, Wien 2020.
- Kein Platz für Unverbindlichkeiten, in: Stadt Freiburg, Über Jahr und Tag, Herder, Freiburg 2002

| Personendaten    | Personendaten             |
| ---------------- | ------------------------- |
| NAME             | Neideck, Otto             |
| KURZBESCHREIBUNG | deutscher Politiker (CDU) |
| GEBURTSDATUM     | 28. Oktober 1953          |
| GEBURTSORT       | Krefeld                   |